# Walter Williams

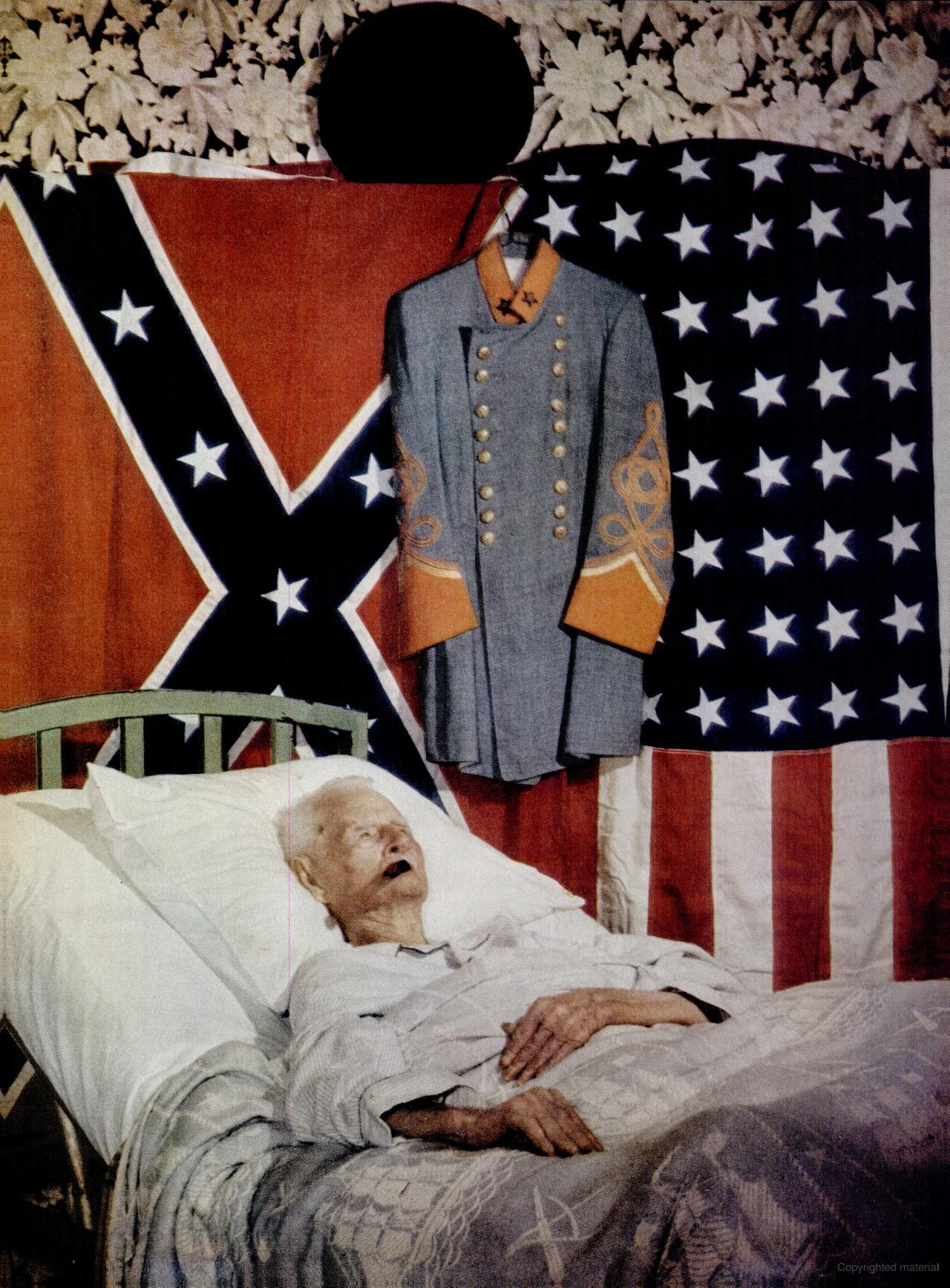
Williams en su lecho de muerte.

Walter Williams (¿Itawamba, Misisipi, Estados Unidos, 14 de noviembre de 1842? - Houston, Texas, Estados Unidos, 19 de diciembre de 1959), fue un supuesto supercentenario estadounidense, que reclamó ser un soldado confederado y el último veterano de guerra superviviente de la Guerra de Secesión estadounidense.
Nacido en el condado de Itawamba, Misisipi, decía haber servido a las órdenes del general John Bell Hood, y haber sido jefe de suministros [foragemaster] en la brigada de Hood y en los Raiders de Quantrill. Cuando John Salling y todos los otros "últimos pretendientes" murieron, Williams pasó a ser considerado el "último veterano confederado". Cuando murió en 1959 en Houston, Texas, a la supuesta edad de 117 años, Ulysses S. Grant III, presidente del Centenario de la Guerra Civil, declaró que el fallecimiento de Williams era una ocasión para el luto nacional, y que ya no volvería a haber memoria viva de aquellas lejanas batallas, sino tan solo historia y leyendas.
Sin embargo, en septiembre de 1959, el periodista Lowell K. Bridwell reveló que no era capaz de encontrar una sola evidencia sustancial, por pequeña que fuera, que apoyara las pretensiones de Williams al respecto de su edad o su servicio militar. Según su investigación, Williams tendría ocho años en el momento en que decía haberse unido al ejército confederado, once meses antes de que la guerra concluyese en 1865. También se comunicó que en los Archivos Nacionales no constaba que ningún Walter G. Williams hubiese servido en el ejército confederado procediendo de su lugar de origen en Misisipi ni de Texas, donde su familia se había establecido más tarde. En cambio, en los archivos de Jackson, Misisipi, sí que apareció listado como soldado un tal Walter Washington Williams. Williams arguyó haber utilizado diferentes iniciales de middle name a lo largo de su vida. También se ha sostenido en favor de la historia de Williams que los Archivos del Gobierno Federal son incompletos en lo que respecta a la Confederación, y que las edades signadas en los censos son con frecuencia inexactas. Un artículo de 1991, escrito por William Marvel, volvió a alimentar la polémica proporcionando pruebas que evidenciarían que Williams habría nacido entre octubre de 1854 y abril de 1855.
Independientemente de la controversia, su tumba se halla en el cementerio de la iglesia de Mount Pleasant, cerca de New Baden, en el condado tejano de Robertson. La Comisión del Centenario de la Guerra Civil de Texas proporcionó una placa informativa en 1963.
- Datos: Q6166297
- Multimedia: Walter Williams (supercentenarian) / Q6166297